# John Jay
John Jay (Nueva York, 12 de diciembre de 1745-Bedford, 17 de mayo de 1829) fue un diplomático, jurista y político estadounidense. Fue el primer presidente de la Corte Suprema de los Estados Unidos. Ejerció los cargos de embajador en Madrid y Londres. Negoció con Gran Bretaña el Tratado Jay en 1794. Fue uno de los Padres fundadores de los Estados Unidos.

## Biografía
Durante la Guerra de la Independencia de Estados Unidos fue nombrado ministro plenipotenciario para España. Sin embargo, su estancia en Madrid (27 de septiembre de 1779-20 de mayo de 1782) fue un completo fracaso, consiguiendo incomodar tanto a españoles como a estadounidenses. No solo no cumplió su misión como se esperaría de un diplomático, sino que además vivió a costa del país que le acogía: el Congreso de Estados Unidos “anunció que debía conseguir un crédito del gobierno español para pagar sus gastos, lo que suponía costear una delegación enorme y un estilo de vida caprichoso. El gobierno español le mantuvo durante un tiempo pero cuando supieron que el Congreso no podría reembolsar sus gastos, le cortaron el crédito. Entonces trasladó su hogar a París para participar en las negociaciones de paz”. España finalmente reconocería en febrero de 1783 la independencia de los Estados Unidos, acreditando el día 20 a William Carmichael como encargado de negocios. 
En 1784 como responsable de la diplomacia de su país, tuvo entre sus misiones lograr la apertura comercial del Río Misisipi y del puerto de Nueva Orleans (controlados por España). Fracasando las negociaciones, no lográndose un acuerdo hasta 1795 con el Tratado de San Lorenzo.
Sus relaciones con Gran Bretaña, en cambio fueron más fructíferas, consiguiendo firmar un acuerdo que supuso la entrega de varios fuertes británicos en la frontera con Canadá a los Estados Unidos, entre ellos Fort Detroit y Fort Shelby.
Fue el principal responsable del olvido de la ayuda española en la revolución americana que, a juicio de la mayoría de historiadores, fue decisiva. El tratado que negoció se encaminó a mejorar las relaciones con Gran Bretaña, mientras que dejó completamente de lado a Francia y España, verdaderos artífices de la independencia de las colonias. Tal era su ingratitud hacia Francia y su aversión por España que “intentó colaborar con los ingleses para volver a conquistar la Florida occidental de las manos españolas”
El historiador Jonathan Dull hizo un resumen de la actuación de Jay en su influyente historia de la marina francesa:
”Jay ilustra el deseo de venganza a la que tiende la inocencia desencantada; a pesar de lo brillantes que pudieran ser sus servicios a su país más tarde, dio un mal ejemplo con su diplomacia”

El 23 de junio de 1782 Jay llegó a París, donde las negociaciones para acabar la guerra de la independencia de Estados Unidos iban a tener lugar.
Entre octubre de 1787 y agosto de 1788, Jay escribió junto a Alexander Hamilton y James Madison los llamados «artículos de la Federación» (The Federalist Papers). 
Murió el 17 de mayo de 1829.